# 圣塞纳
圣塞纳（法語：Saint-Seine，法語發音：[sɛ̃ sɛn]）是法国涅夫勒省的一个市镇，位于该省东南部，属于希农堡（城）区。

## 地理
圣塞纳（46°44'2"N, 3°49'26"E）面积17.73 平方千米，位于法国勃艮第-弗朗什-孔泰大區涅夫勒省，该省份为法国中部省份，北至约讷省，西北接卢瓦雷省，西接谢尔省，南至阿列省，东南接索恩-卢瓦尔省，东临科多尔省。
与圣塞纳接壤的市镇（或旧市镇、城区）包括：索姆河畔克雷西、克罗纳、马尔塔、拉诺克勒-莫莱、泰尔南。

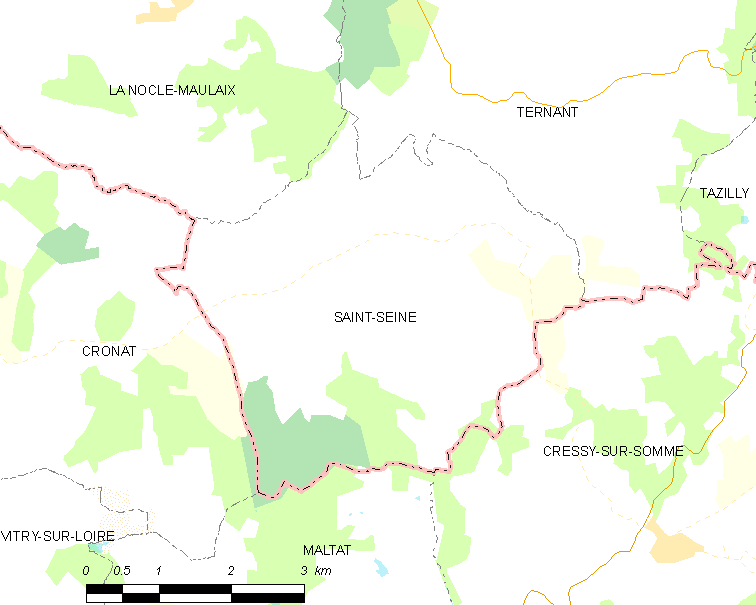
圣塞纳的OSM定位图

圣塞纳的时区为UTC+01:00、UTC+02:00（夏令时）。

## 行政
圣塞纳的邮政编码为58250，INSEE市镇编码为58268。

## 政治
圣塞纳所属的省级选区为吕济县。

## 人口

1962-2008年间圣塞纳人口变化图示

圣塞纳于2022年1月1日时的人口数量为186人。